# 罗内斯·加瓦维
罗內斯·加瓦维（阿拉伯语：‎，1977年9月28日—）是一名阿尔及利亚足球运动员，目前效力USM布利达，司职守门员，以超强的跳跃能力而闻名。據國際足球歷史和統計聯合會的資料顯示，加奧亞奧爾是現時仍然作賽球員中，唯一姓氏包含7個連續的元音（Ga-o-u-a-o-u-i）。

## 生平

### 球會
加奧亞奧爾一直只效力國內的球會，出身於USM德拉本海达（USM Dra Ben Khedda），自13歲加入並逐步提升至成年隊，直到1999年被國內班霸JS卡比尔青睞羅致旗下，效力8年間協助球隊贏得兩屆聯賽冠軍及連續三屆非洲足協杯（CAF Confederation Cup），其後轉投WA特莱姆森、USM安纳巴、ASO谢里夫及USM布利达。

### 國家隊
加奧亞奧爾於2001年首次代表阿尔及利亚国家队出戰塞內加爾，自此一直霸佔國家隊首號門將席位，是隊中少數國內出生的成員。他曾参加2004年非洲国家杯足球赛，当时，阿尔及利亚在四分之一决赛被淘汰出局。他代表国家队在2010年世界盃外圍賽首12場比赛中上阵，在最後一場作客對埃及的出線決定戰，加奧亞奧爾誓言如失多過3球令國家隊失去出線資將不回國，結果埃及以2-0獲勝，兩隊積分、得失球差以至入球及失球數字完全相同，需要在中立場進行附加賽決定出線資格，但加奧亞奧爾卻因上賽領取一面黃牌而被迫缺席，幸而阿尔及利亚仍以1-0獲勝取得決賽週入場劵。但患有阑尾炎迫使他错过2010年非洲国家杯足球赛，为之由（Faouzi Chaouchi）取代。长时间的闲置几乎使他不能入選世界杯决赛周，尽管最后他也入选23人大军球队，但3場分組賽均沒有獲派登場，而球隊亦以墊底成績出局。

## 荣誉
- 阿尔及利亚国家锦标赛冠军：2004年和2006年（JS卡比尔）
- 阿尔及利亚国家锦标赛亚军：2002年和2005年（JS卡比尔）
- 入围阿尔及利亚杯足球赛：2004年（JS卡比尔）
- 非洲足协杯冠军：2000年至2002年（JS卡比尔）